# روبرت سانچز
روبرت سانچز (انگلیسی: Robert Sánchez؛ زادهٔ ۱۸ نوامبر ۱۹۹۷) بازیکن فوتبال اهل اسپانیا است که در پست دروازه‌بان برای باشگاه فوتبال چلسی در لیگ برتر فوتبال انگلستان بازی می‌کند.

## افتخارات
چلسی
- لیگ کنفرانس اروپا: ۲۵–۲۰۲۴[۴]
- جام اتحادیه باشگاه‌های انگلستان نایب قهرمان: ۲۴–۲۰۲۳[۵]
- جام جهانی باشگاه‌ها: ۲۰۲۵[۶]

اسپانیا
- لیگ ملت‌های اروپا نایب قهرمان: ۲۱–۲۰۲۰[۷]

انفرادی
- Premier League Save of the Month: سپتامبر ۲۰۲۳,[۸] اکتبر ۲۰۲۴[۹]